# Fiat 521
La Fiat 521 è un modello di automobile prodotta dalla Fiat dal 1928 al 1931, con struttura in acciaio. Direttamente derivata dal modello "520", ne conservò molte caratteristiche costruttive, limitando le innovazioni a carrozzerie, dotazioni e colori.
Divenne particolarmente nota in quanto utilizzata spesso nelle versioni ambulanza e autopompa dei vigili del fuoco, alcune delle quali rimasero in servizio fino al 1952. Un esemplare di "521" in versione ambulanza, fabbricato nel 1930, è conservato al Museo internazionale della Croce Rossa di Castiglione delle Stiviere.
La Fiat 521 era equipaggiata con un propulsore di sei cilindri in linea, raffreddato ad acqua, e veniva fornita con autotelaio con passo corto o lungo, quest'ultimo di 3.140 mm. Il motore esacilindrico, di 2.516 cm³ eroga 51 CV a 3.400 giri/minuto.
Oltre alle versioni di serie, molti furono i carrozzieri che si cimentarono su questi autotelai, sfornando molteplici versioni, tra le quali alcuni pregevoli coupé e cabriolet.
Particolarmente riuscita la versione berlina a sei luci, su autotelaio a passo lungo, prodotta dalla Carrozzeria Bertone che raggiungeva i 94 km/h, grazie al peso di 2.000 kg, discretamente contenuto per l'epoca e per l'imponente mole della vettura.
Discretamente completa la strumentazione con tachimetro, orologio, indicatori dei livelli di benzina e olio e in alcune versioni il termometro per la temperatura esterna.